# Дюківський парк
Дюківський парк, відомий також як Дюківський сад — парк в Одесі, розташований вздовж вулиці Балковської на схилі Водяної балки на слобідській стороні. Один з найстаріших парків Одеси.
Парк розташований на 3-х рівнях: нижньому — вздовж вул. Балковської, середньому — на самому схилі балки (не дуже крутому, місцями із штучними терасами) і верхньому — плоскому. Від головного входу веде алея, що перетворена на сходи із майданчиками, від яких відходять бічні алеї. Внизу, ліворуч від входу, достатньо великий поздовжній ставок (200 на 50 метрів) із острівком, що живиться від прісного джерела, який витікає із схилу. Головна алея-сходи веде на центральний майдан із великим кам'яним павільйоном і ще деякими будовами.

## Історія
Закладений у 1810 році за наказом Дюка де Рішельє (в честь останнього й дістав назву), як сад його резиденції. На початку свого існування носив назву Рішельєвська дача, Рішельєвський сад, пізніше — Дюківський сад. За легендою, у саду знаходилося джерело, з якого 13 вересня 1789 року напився води загін де Рібаса на шляху на штурм Хаджибея.
У виданні «Південна думка» (рос. Южная мысль) від 17 вересня 1911 року відзначається: «Вы, конечно, знаете огромную, запущенную, испещренную грязными канавами, с отбросами, местность, которая зовется Дюковским садом. Умирают памятники, гибнут образы прошлого, а наши муниципалы, вместо того, чтобы сохранить их, дают им гибнуть до основания».
Після війни, у 1949 році парк був реконструйований, після чого дістав назву «Парк Перемоги». У 1950-х роках в парку проводилися обласні сільськогосподарські виставки. Власне для цих виставок й були збудовані павільйони.
У 1989 році парк був переведений на господарський розрахунок.

## Цікаві факти
В цьому парку знімалися багато із епізодів відомого радянського фільму «Весна на Зарічній вулиці».

## Галерея

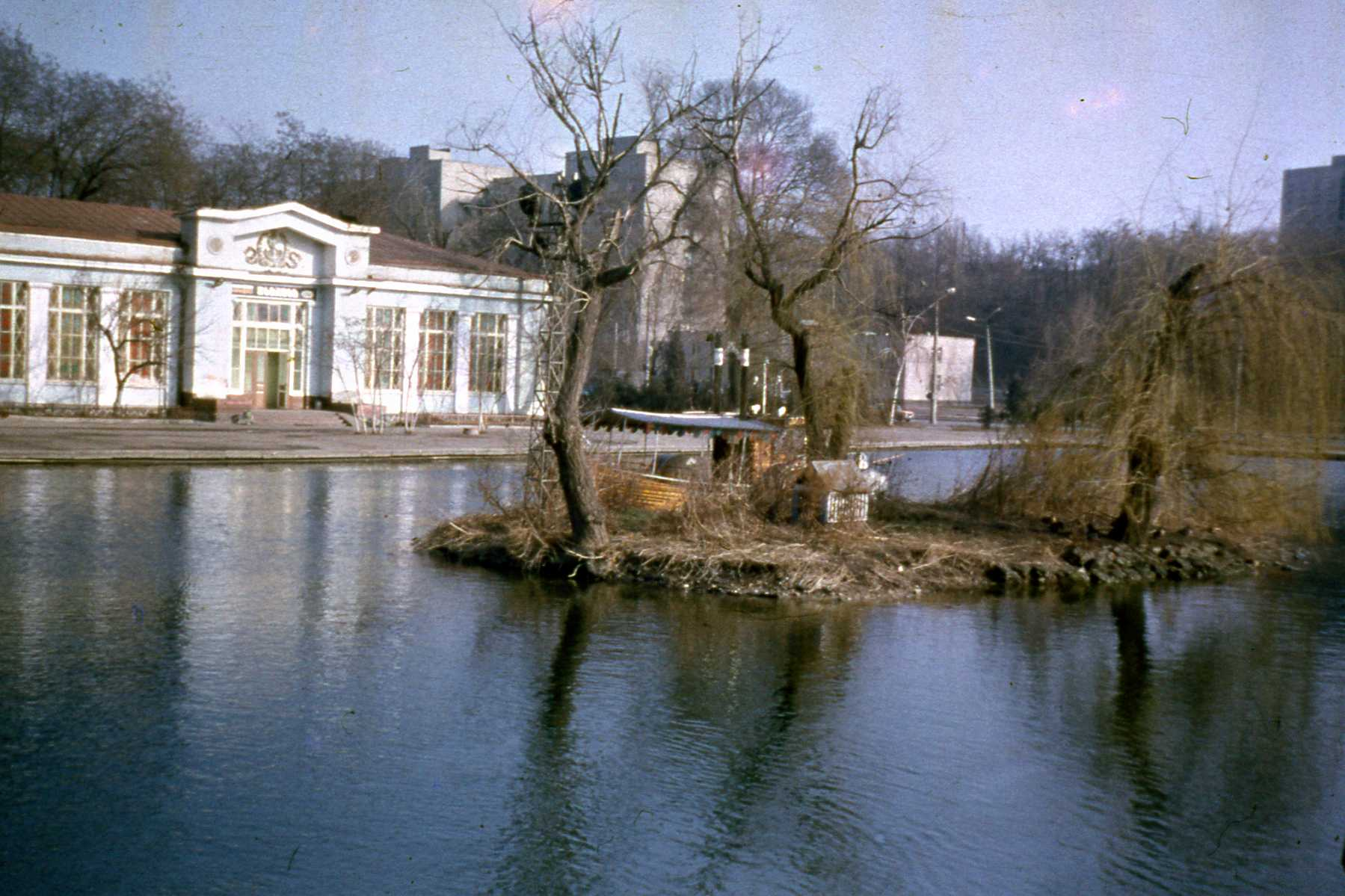
Ставок із островом у парку
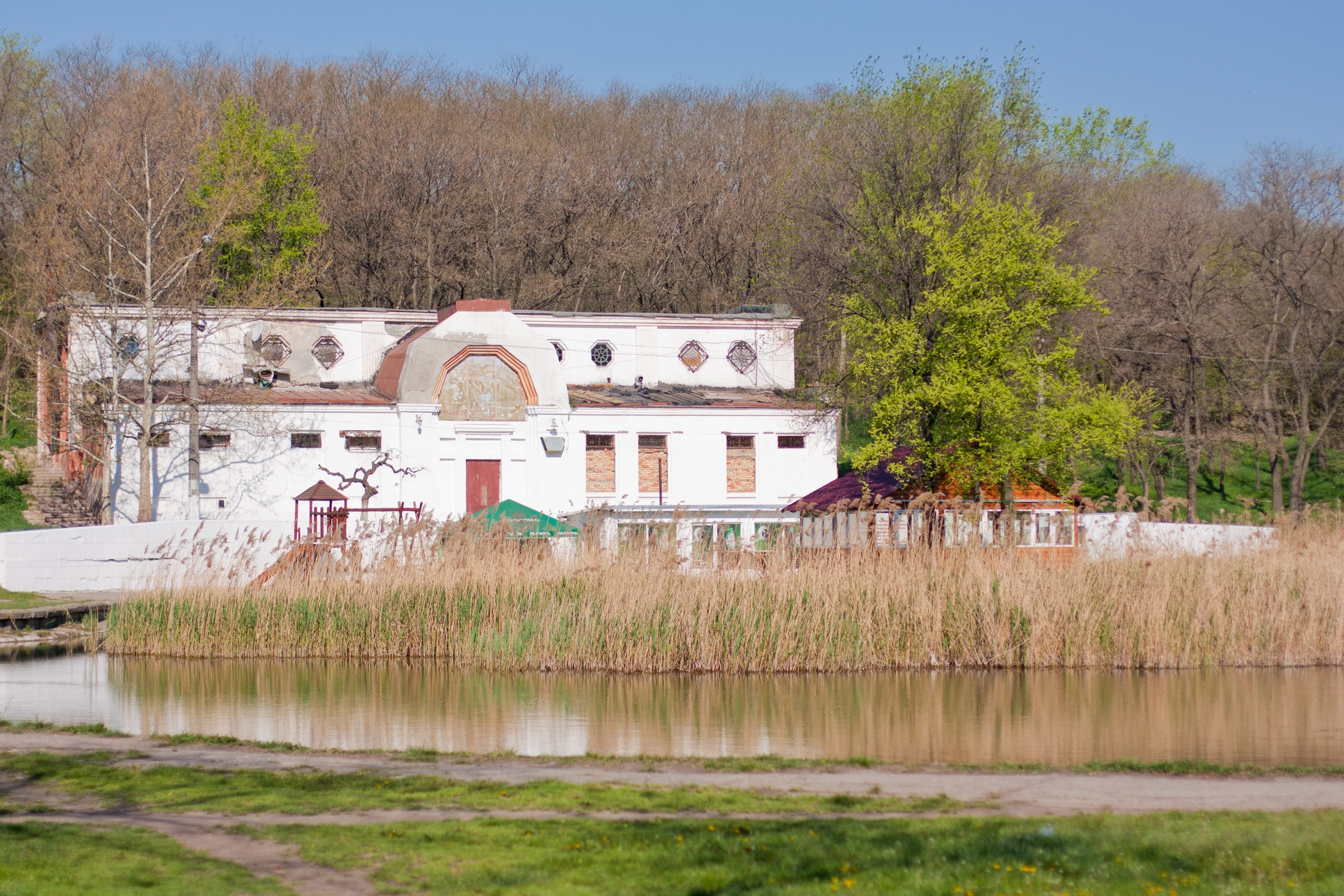
Ставок у парку
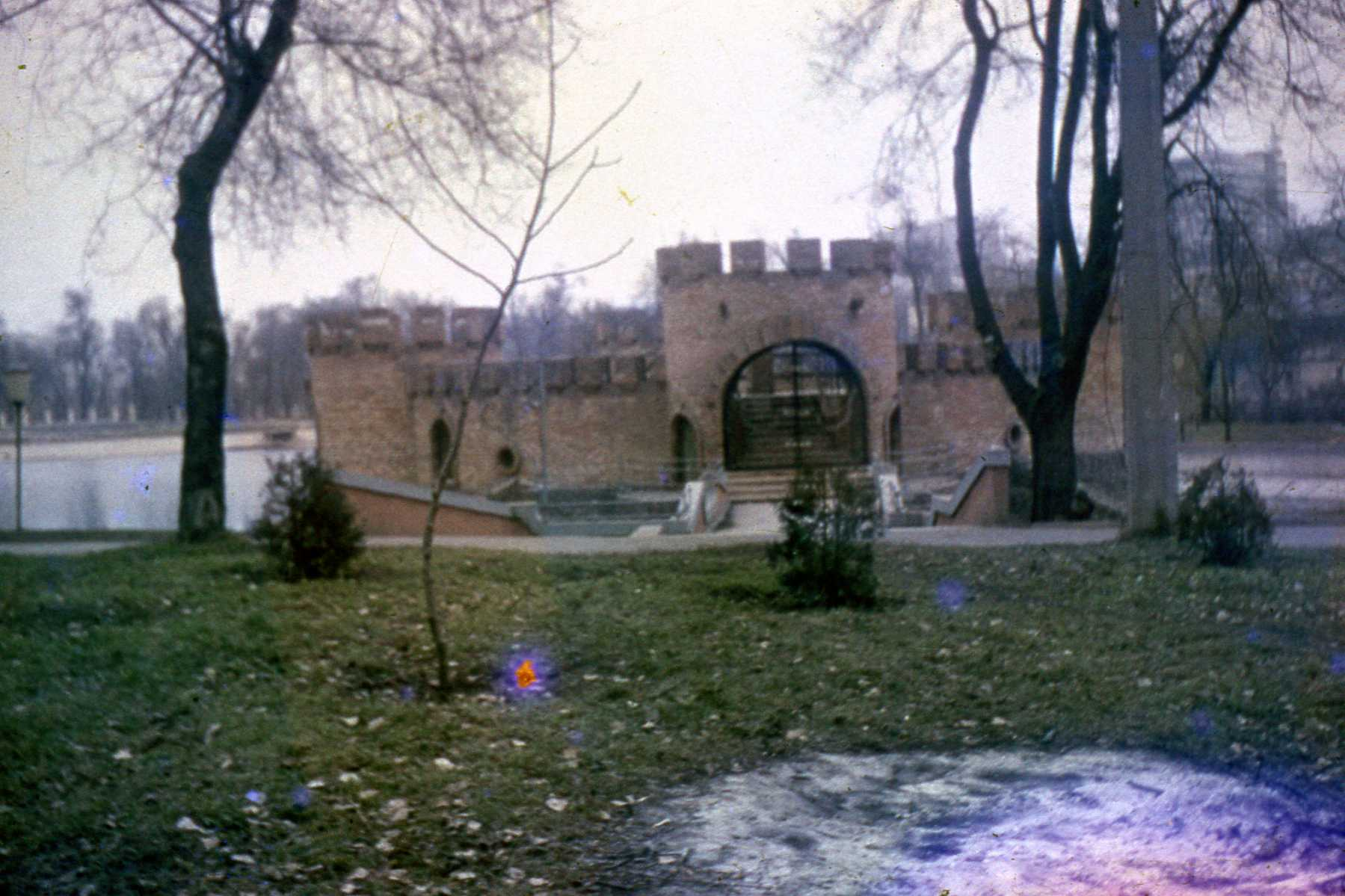
Кафе "Сладкоїжка"
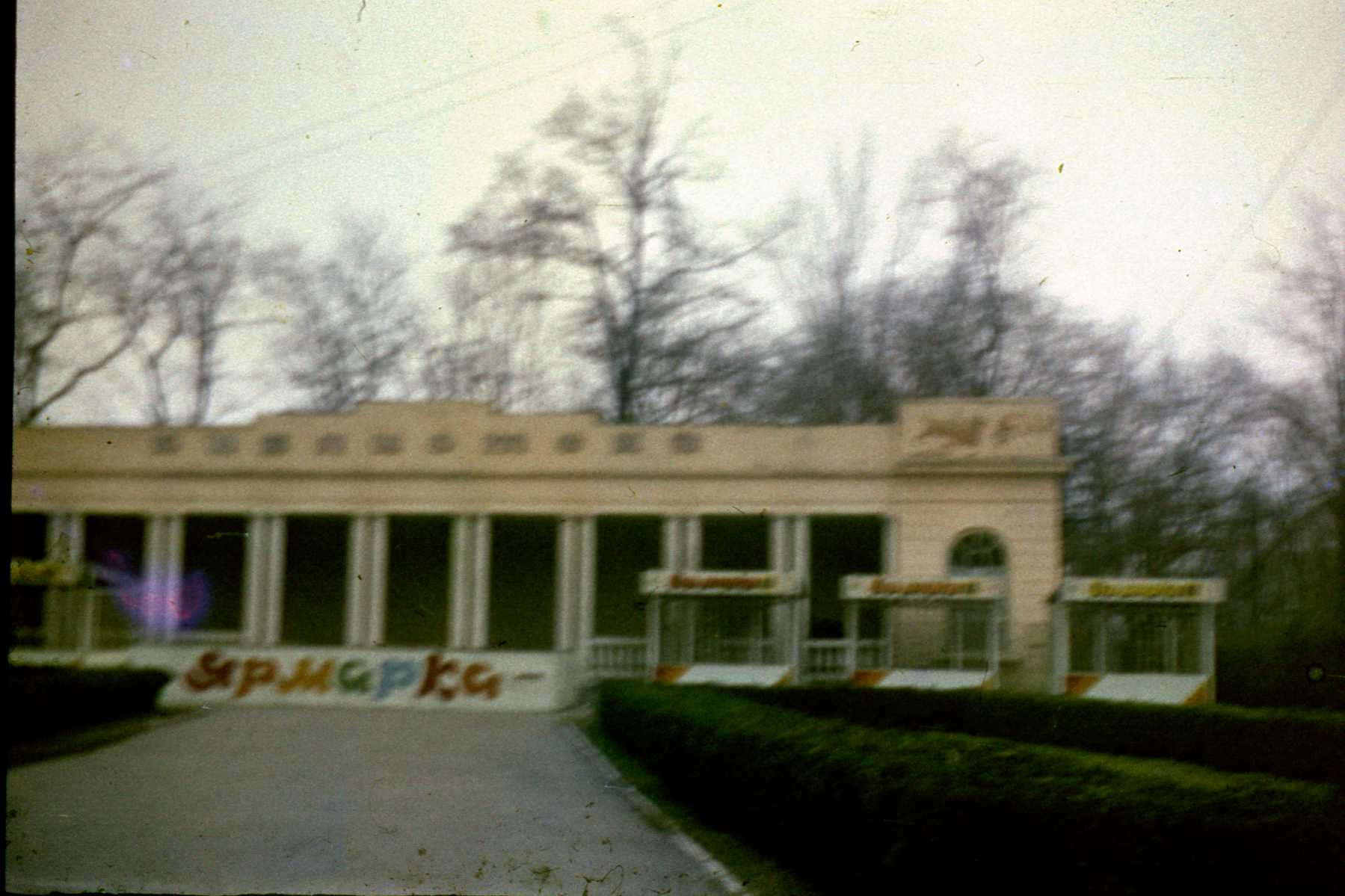
Ярмаркові павільйони